# Ophrys druentica
Ophrys druentica es una especie de orquídea terrestre de la familia Orchidaceae. Es nativa de Francia.

## Nombres comunes
- Español:
- Alemán: Durance-Ragwurz
- Francés: Ophrys de la Durance

- Datos: Q6051578
- Multimedia: Ophrys druentica / Q6051578